# Charles Dumonchau
Charles-François Dumonchau (Strasbourg, 11 avril 1775-Lyon, 1er janvier 1821), est un pianiste et compositeur français.

## Biographie
Charles-François Dumonchau naît le 11 avril 1775 à Strasbourg,,.
Il étudie la musique avec son père, Charles-Joseph Dumonchau, violoncelliste et directeur du Théâtre de la réunion des arts à Strasbourg, et travaille le piano auprès de Baumeyer,. 
Employé dans l'administration des vivres de l'armée, les événements de l'Histoire l'amène vers 1800 à Paris, où il se lie d'amitié avec Rodolphe Kreutzer. Dans la capitale, Dumonchau entre au Conservatoire de Paris en classe d'harmonie de Charles-Simon Catel (1801-1802) et étudie avec le pianiste viennois Joseph Woelfl — arrivé en 1801 à Paris,. 
Comme compositeur, il fait ses débuts en 1803 au Théâtre de la Porte-Saint-Martin en écrivant la musique avec Louis Gianella d'un opéra-comique, L'Officier cosaque, créé le 9 avril 1803, qui obtient un bon succès,. 
Charles Dumonchau est aussi l'auteur d'une symphonie concertante pour flûte, hautbois, basson et orchestre, restée manuscrite selon Fétis, jouée à Paris par Besozzi, Gilles et Gebauer le 15 janvier 1804 aux Concerts de la rue de Grenelle. 
En 1805, Dumonchau retourne à Strasbourg, où il se consacre à l'enseignement, avant de s'installer à compter de 1808 à Lyon, où il connaît une bonne réputation de pianiste et compositeur,. 
Comme compositeur, on lui doit notamment, outre son ouvrage lyrique et quelques romances (dont Les Fables de La Fontaine, op. 10), trente-trois sonates pour piano et vingt-quatre sonates pour piano et violon ou flûte,. L'un de ses frères, Sylvain Dumonchau, a également composé pour le piano. 
Selon Fétis, la musique de Charles Dumonchau est rapidement tombée dans l'oubli à cause de son manque d'invention, bien que le compositeur « se distingue par un style élégant et pur »,. 
Il meurt le 1er janvier 1821 à Lyon,. 